# ブラック・コンテンポラリー
ブラック・コンテンポラリー (Black Contemporary) は、ポピュラー音楽のジャンルの一つであるソウルの一種。日本ではブラコンと略して呼ばれることも多い。アメリカではポリコレの影響で、ブラックという言葉が使用しづらくなり、アーバン・コンテンポラリー (Urban contemporary) が使用されている。

## 概要
- 「ブラック・コンテンポラリー」の名は1970年代後半にヒットチャートの用語として出現した。
- 1970年代からブラック・ミュージックは多くの大人の白人のリスナーにも受け入れられるようにマイルドに洗練されていった。これには白人による黒人音楽の模倣であるブルー・アイド・ソウルや、AORもオンエア・プログラムのリストに掲載された。アメリカのラジオDJ、フランキー・クロッカーは、彼のバックグラウンドであるジャズやモダンなR&Bを含んだ音楽プログラムを放送した。[2]
- 1980年代に入ると、主にスタジオ・ミュージシャンを起用した演奏や、シンセサイザーやリズムマシンを多用した都会的な音作り、メロディアスで甘いバラードを特徴とするブラック・コンテンポラリーのスタイルが築き上げられた。リズムマシンを使用したサウンドの例としては、1982年のマーヴィン・ゲイのヒット曲『Sexual Healing』があげられる。同曲は音楽界に決定的な影響を与え、都会的なR&Bシンガーはこのサウンドを積極的に取り入れた。
- フレディ・ジャクソン、ルーサー・ヴァンドロス、ジェフリー・オズボーン、ピーボ・ブライソンら、多くの黒人シンガー、ミュージシャンが都会的でモダンなヒットを放ち、1980年代にはブラック・コンテンポラリーがブラック・ミュージックのメインストリームと見られた。
- 1990年代、ブラック・コンテンポラリーの歌ものを指して、再びR&Bという言葉を使うようになった[3]。

## 代表的なミュージシャン、アーティスト
- フレディ・ジャクソン
- ルーサー・ヴァンドロス
- カシーフ
- ピーボ・ブライソン
- ジョージ・ベンソン
- ジェフリー・オズボーン
- マイケル・ジャクソン
- グレン・ジョーンズ
- メリサ・モーガン
- ボビー・ブラウン
- ジェームス・ウィリアムス(Dトレイン)
- ハワード・ジョンソン
- ジョニー・ギル
- ダイアナ・ロス
- ランディ・クロフォード
- アル・ジャロウ
- ロバータ・フラック
- ホイットニー・ヒューストン